# Liu Chen
Liu Chen (vereenvoudigd Chinees: 刘谌; traditioneel Chinees: 劉諶; pinyin: Liú Chén; bijnaam: Prins van Beidi (北地王) (ca. 220-263) was de vijfde zoon van Liu Shan, de tweede heerser van het Koninkrijk Shu tijdens de periode van de Drie Koninkrijken in China.
Liu Chen verzette zich tegen de plannen van legerleider Qiao Zhou om zich over te geven aan de troepenmacht van generaal Deng Ai (鄧艾), van het rivaliserende Koninkrijk Wei. Deze verovering van Shu door Wei betekende het begin van een herenigd China onder de Jin-dynastie (265-420).
Liu Chen probeerde zijn vader ervan te overtuigen om voor de eer van Shu te vechten, zodat Liu Bei (de stichter van Shu) hem als een terechte heerser van Shu zou kunnen zien. Maar in plaats van te luisteren naar zijn zoon gooide Liu Shan zijn zoon uit de regering en besloot tot capitulatie aan Wei. Liu Chen ging toen naar de tempel van Liu Bei en doodde zijn eigen vrouw en kinderen alvorens zelfmoord te plegen.
Het verhaal van Liu Chen is opgenomen in de Kroniek van de Drie Rijken. Liu Chen is afgebeeld in de Wu Shuang Pu.

## In literatuur
- Liu Chen wordt vernoemd in de Roman van de Drie Koninkrijken.
- Liu Chens verhaal wordt nagespeeld in een toneelstuk van de Zhejiangnese Yue-opera.
- In 2010  vertoonde de nationale televisie de serie “Roman van de Drie Koninkrijken”, waarin Liu Chen voorkomt.

- Nationale Bibliotheek van Israël: 987009886330405171
- Virtual International Authority File: 106597818
- WorldCat: E39PBJbCJ7b7bHpGxrGGvv46rq